# Pentacloreto de fósforo
Pentacloreto de fósforo é o composto químico com a fórmula PCl5. É um dos mais importantes cloretos de fósforo, outros sendo o PCl3 e POCl3. PCl5 encontra uso como um reagente de cloração. É um sólido incolor, sensível à água, embora amostras comerciais possam ser amareladas e contaminadas com cloreto de hidrogênio.

## Estrutura
O PCl5 gasoso e o líquido são moléculas neutras que apresentam uma simetria trigonal bipiramidal (D3h). Entretanto, a estrutura do “PCl5” em dissolução, depende do dissolvente e da concentração. Em solventes polares, se a solução é diluída o composto se dissocia de acordo com o seguinte equilíbrio:
PCl5 {\displaystyle {\overrightarrow {\leftarrow }}} [PCl4+]Cl−
A maiores concentrações, um segundo equilíbrio se faz mais importante:
2 PCl5 {\displaystyle {\overrightarrow {\leftarrow }}} [PCl4+][PCl6−]
O catión PCl4+ e o ânion PCl6− têm geometria tetraédrica e octaédrica, respectivamente. As estruturas para os cloretos de fósforo são invariavelmente consistentes com a teoria VSEPR.
Em dissolvente apolares, como o CS2 e o CCl4, a estrutura D3h presente nos estados líquido e gasoso permanece intacta.
Antigamente, se acreditava que o PCl5 em dissolução formava uma estrutura dímera, P2Cl10, mas esta ideia não concordava com medições feitas mediante espectroscopia de Raman.

## Preparação
O PCl5 é preparado por meio da cloração do PCl3. Esta reação foi usada para produzir aproximadamente 10 mil toneladas de PCl5 em 2000.
PCl3 +  Cl2 {\displaystyle {\overrightarrow {\leftarrow }}} PCl5 ΔH = −124 kJ/mol
O PCl5 existe em equilíbrio com o PCl3 e cloro, a 180 °C. A porcentagem de dissociação é ao redor de 40%. Devido a este equilíbrio, as amostras de PCl5 normalmente contém cloro o que lhes confere uma coloração esverdeada.

## Hidrólise
Em sua reação mais característica, o PCl5 reage ao contato com a água para dar cloreto de hidrogênio e óxidos de fósforo.
O primeiro produto da hidrólise é o oxicloruro de fósforo
PCl5 + H2O → POCl3 + 2 HCl
Na água quente, a hidrólise produz só ácido orto-fosfórico:
PCl5 + 4 H2O → H3PO4 + 5 HCl

## Outras reações
Normalmente, o PCl5 é usado para clorações.

### Clorações de compostos orgânicos com PCl5
Em química sintética, há frequentemente duas classes de cloração de interesse. As clorações oxidativas incluem a transferência de Cl2 do reativo ao substrato. As clorações substitutivas, por outro lado, substituem O ou grupos hidroxilo (OH) com cloro. O PCl5 pode ser utilizado em ambos processos.
PCl5 converte os ácidos carboxílicos aos correspondentes cloretos de ácido assim como álcoois em cloretos de alquilo. O cloreto de tionilo é comumente mais usado no laboratório porque o SO2 se separa mais facilmente dos produtos orgânicos que o POCl3.
PCl5/PCl3 guarda alguma semelhança com o SO2Cl2, já que os dois funcionam como fontes de Cl2. Novamente, para clorações oxidativas no laboratório, SO2Cl2 é preferido sobre o PCl5 já que o subproduto gasoso SO2 é facilmente separado.
PCl5 reage com amidas terciárias, tais como a DMF, para dar cloreto de dimetilclorometilenamônio o qual é conhecido como o reativo de Vilsmeier, [(CH3)2NCClH]Cl. Mais comumente um sal similar se gera da reação entre a DMF e o POCl3. Tais reativos são úteis na preparação de derivados do benzaldeído por formilação e conversão dos grupos C-OH em grupos C-Cl.
Em contraste com o PCl3, o pentacloreto substitui grupos CH alílicos e benzílicos e é especialmente reconhecido pela conversão de grupos C=O a grupos CCl2.
O caráter eletrofílico do PCl5 fica caracterizado por sua reação com o estireno para dar depois de hidrólise derivados do ácido fosfônico.

### Clorações de compostos inorgânicos
Assim como nas reações para os compostos orgânicos, o uso do PCl5 tem sido substituído pelo SO2Cl2. A reação do pentóxido de fósforo e o PCl5 produz POCl3:[2]:
6 PCl5  +  P4O10 → 10 POCl3
PCl5 clora ao dióxido de nitrogênio:
PCl5  +  2 NO2 →  PCl3 +  2 NO2Cl
PCl5 é um precursor para o hexafluorofosfato de lítio, LiPF6, um eletrólito nas baterias de íon lítio:
PCl5  +  6 LiF  →  LiPF6 +  5 LiCl

## Segurança
PCl5 é uma substância perigosa que reage violentamente com água e é uma fonte tanto de cloreto de hidrogênio quanto de cloro.